# Julebord

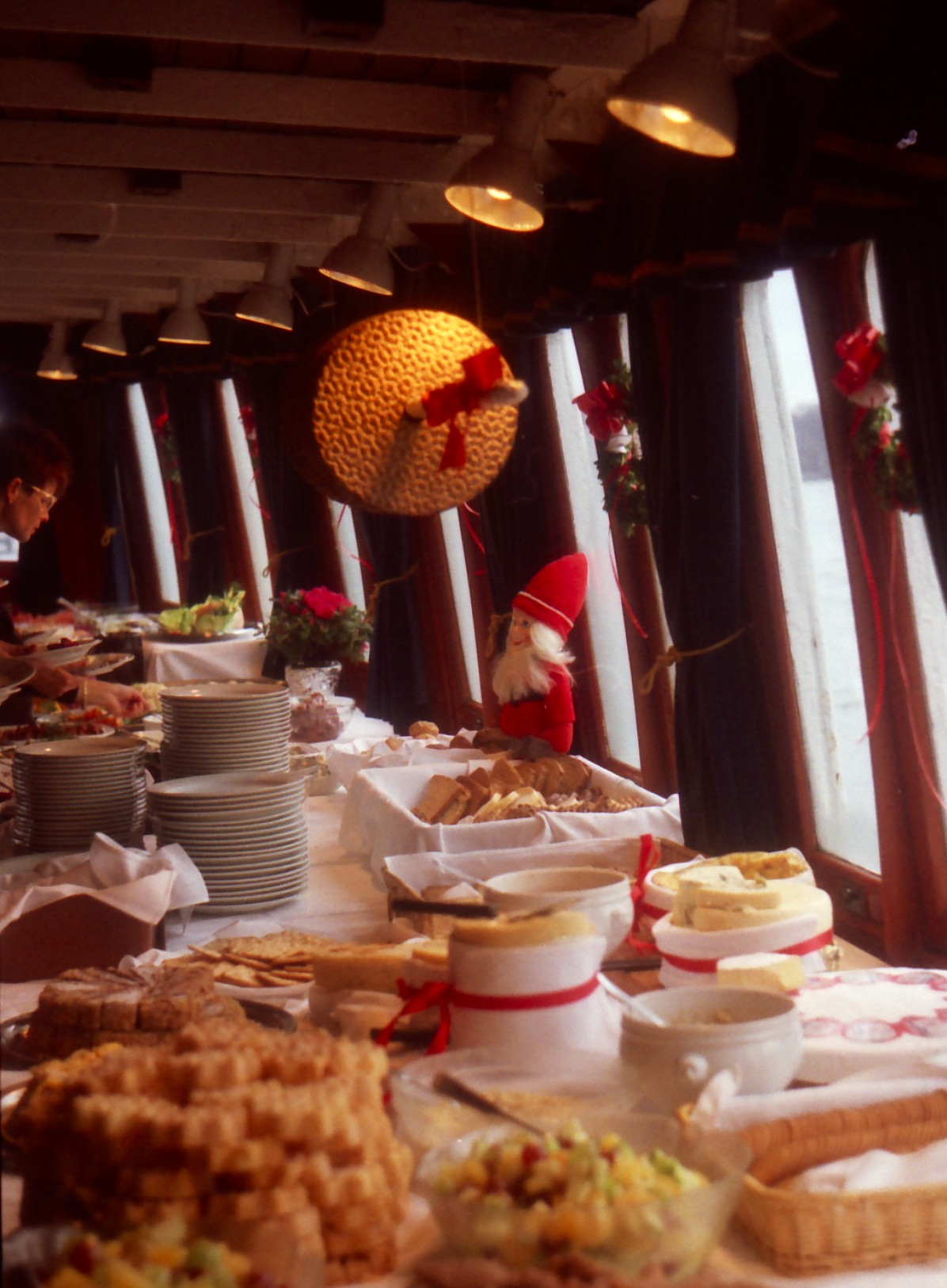
Buffet de julebord à bord du M/S Gustafsberg VII (1990).

Le julebord, julefrokost, julbord, ou jolebord, est une fête (ou banquet) scandinave se tenant dans les jours précédant la fête de Noël, en décembre et, en partie, pendant le mois de novembre.
Des aliments traditionnels de Noël ainsi que des boissons alcoolisées sont servis, souvent sous forme de buffet. Le julebord est organisé par des employeurs ou des organisations pour leur personnel ou leurs membres.
À l'origine, le julebord était spécifique à Noël lui-même, c'est-à-dire la période couvrant le jour de Noël et les suivants.
Beaucoup de julebord sont caractérisés par l'offre de grandes quantités de nourriture — sous forme de plats chauds et froids — et de boissons, à la fois traditionnelles et contemporaines. Il y a souvent des animations et la fête peut être un lieu de rencontre social important pour les collègues.